# Nabateeërs

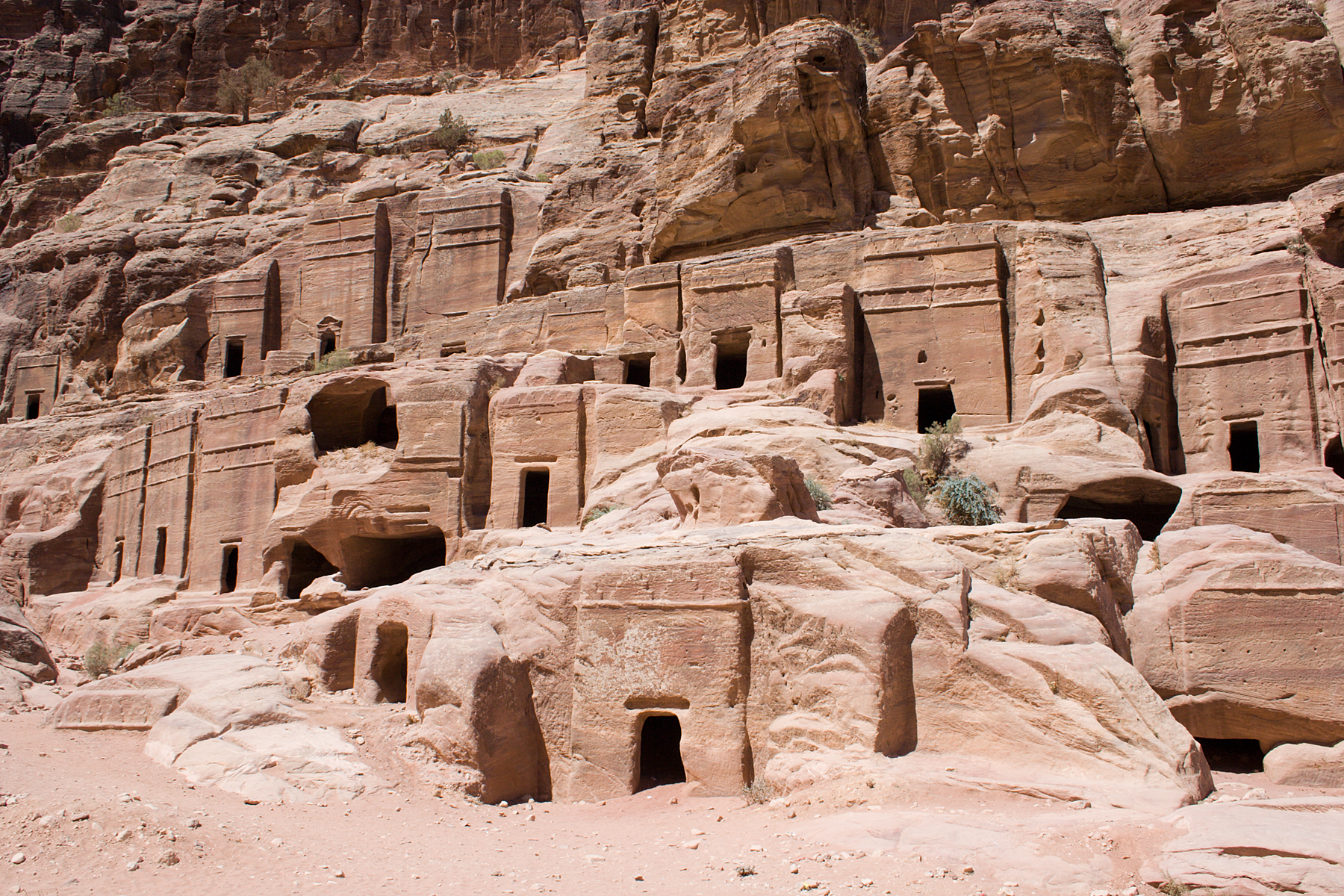
Graftombes in Petra

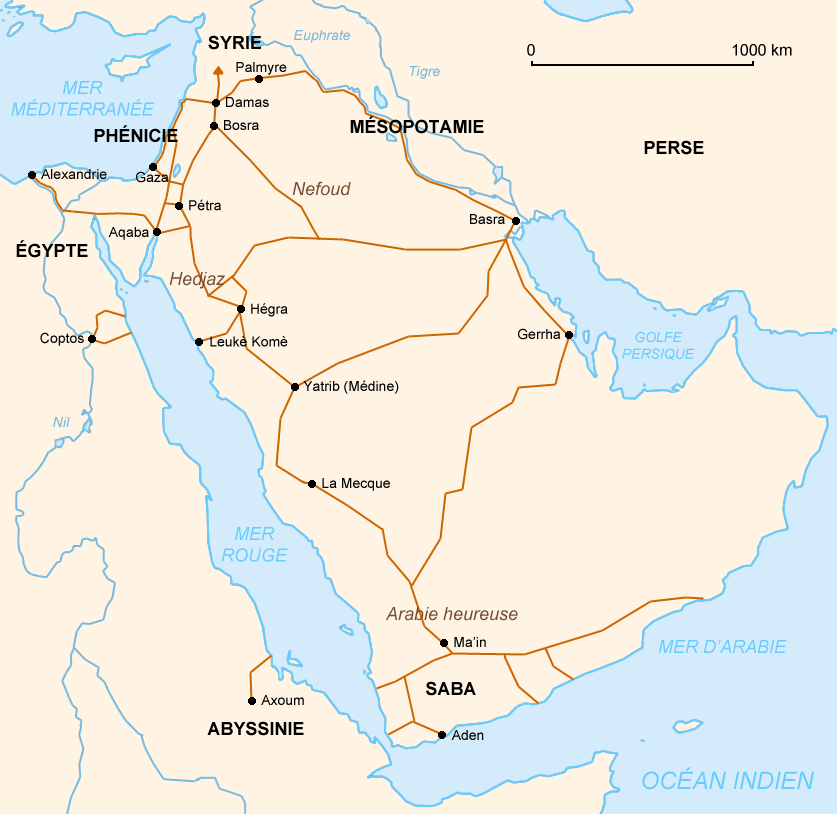
Karavaanroutes van de Nabateeërs

De Nabateeërs of Nabateeën vormden een Arabisch volk dat in de klassieke oudheid leefde in het Midden-Oosten, grotendeels in het noorden van het Arabische schiereiland. Hun koninkrijk besloeg delen van het huidige Jordanië, Syrië, Saoedi-Arabië, Israël en Palestina. Volgens traditionele overleveringen waren de Nabateeërs nakomelingen van Nebajoth, de oudste zoon van Ismaël. De Nabateeërs zijn in de moderne tijd het meest bekend door Petra, een van de zeven nieuwe wereldwonderen.
Zij dreven handel via de verschillende karavaanroutes. Onder andere de handel in wierook uit Jemen was belangrijk voor hen. De hoofdstad van de Nabateeërs was de stad Petra, die ze zelf Raqmu noemden. Andere steden van de Nabateeërs waren Oboda (Avdat), Elusa (Halutza), Nessana (Nitzana), Subeita (Shivta) en Kurnub (Mamshit) in de Negev, Bosra in Syrië en Hegra in het latere Saoedi-Arabië.
De Nabateeërs hadden hun eigen religie. Centraal stond de verering van rotsen. Daarnaast hadden zij verschillende goden in hun pantheon. Een van de belangrijkste goden was Dusharra, de zoon van Allāt.
De Nabateeërs hebben ondergrondse waterkanalen of qanaten aangelegd, die van (ondergrondse) bronnen in de bergen via tunnels naar droge landbouwgronden leidden.
In het jaar 106 maakte  de Romeinse keizer Trajanus een einde aan het koninkrijk van de Nabateeërs door het te veroveren.